# المشعل الرياضي بالسواسي
المشعل الرياضي بالسواسي هو فريق كرة قدم تونسي تأسس عام 1963 في مدينة السواسي، ولاية المهدية، يلعب هذا الفريق في الرابطة التونسية الثالثة لكرة القدم مستوى أول في موسم 2023 - 2024.

## وصلات خارجية
- صفحة المشعل الرياضي بالسواسي على موقع كوووة.
- الموقع الرسمي للجامعة التونسية لكرة القدم.